# Yan Nawa
Yan Nawa ou Yannawa (thaï: ยานนาวา, API [jāːn nāːwāː]) est l'un des 50 khets de Bangkok, Thaïlande. 

## Histoire
Avant 1939, ce khet s'appelait Ban Thawai (village de Môns de Tavoy). En 1939, ce nom de lieux portant un ethnonyme fut rebaptisé Yannawa (du nom du plus célèbre temple de l'endroit, le Wat Yannawa, qui est aujourd'hui situé dans le khet de Sathon)

## Points d'intérêt
- Pont Rama IX
- Pont Bhumibol
- CentralPlaza Rama III (en)
- Wat Pariwat Ratchasongkram, le temple de toutes les fantaisies [1] et la pagode chinoise Wat Phonmaen Khunaram la plus imposante de Thaïlande (thai : วัดโพธิ์แมนคุณาราม) (Bouddhisme mahāyāna, "grand véhicule")[2].
- etc.

## Galerie

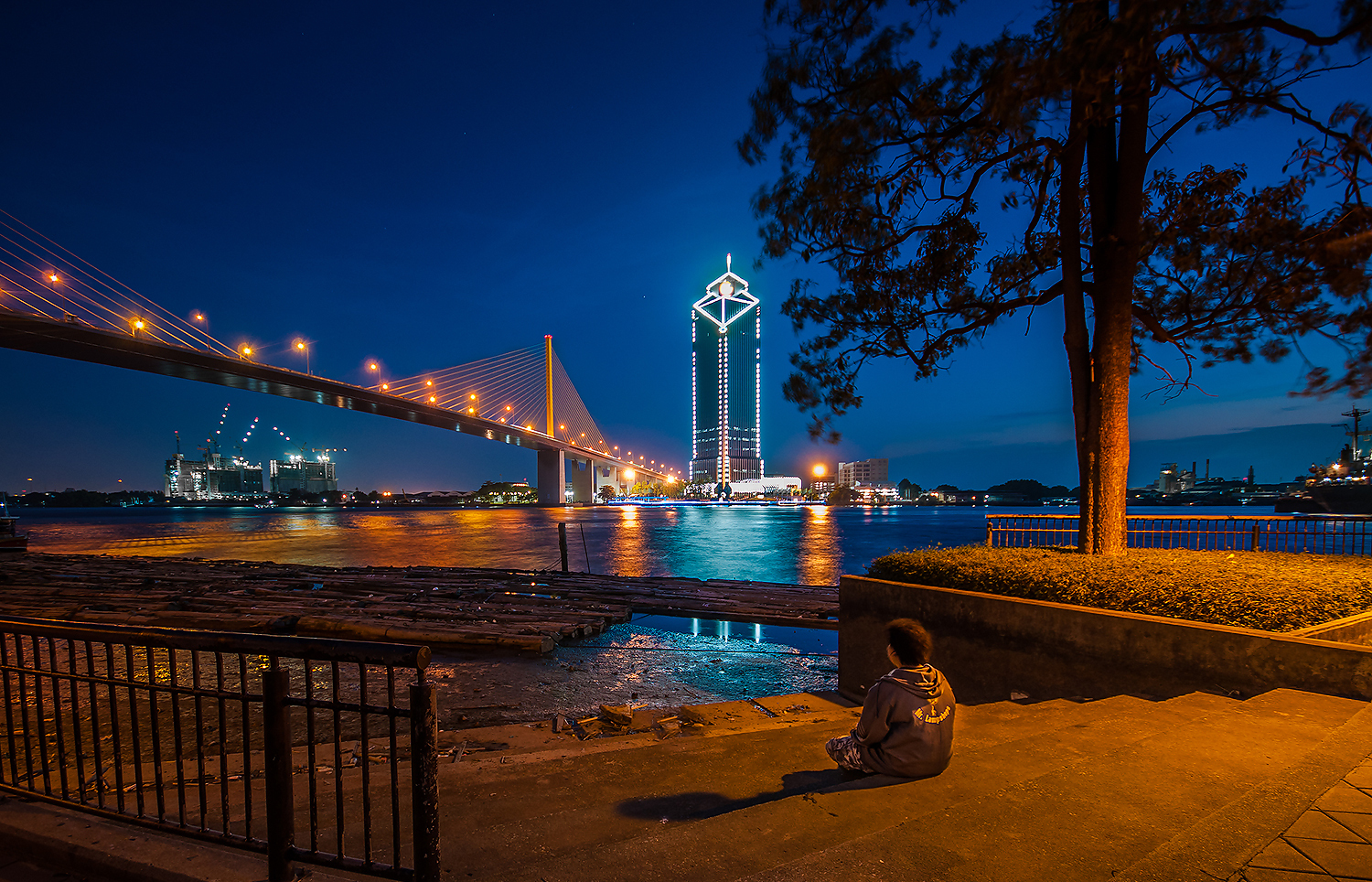
Pont Rama IX et parc, la nuit

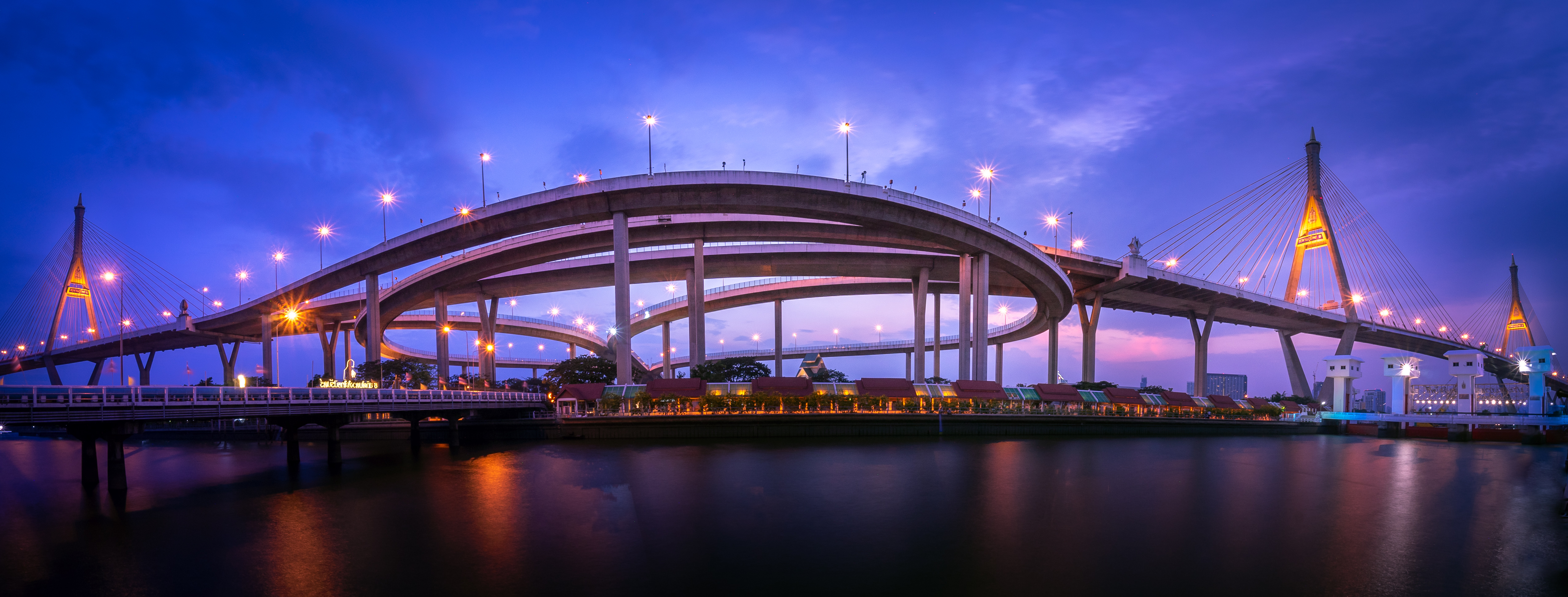
Le pont Bhumibol

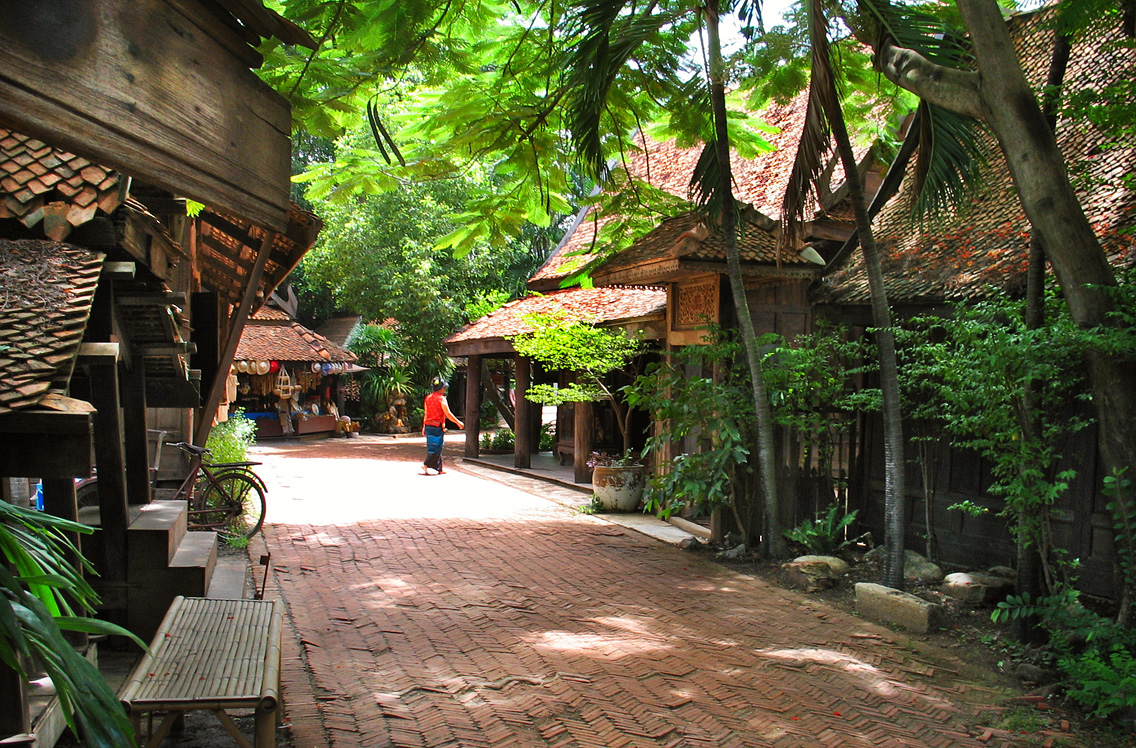
Rue du vieux marché ou "Talad Bok" du musée en plein air de l'Ancien Siam constituée d'authentiques maisons anciennes provenant du quartier Yan Nawa

On peut admirer au musée en plein air de l'Ancien Siam, près de Bangkok, d'anciennes bâtisses qui étaient jadis situées dans le quartier de Yan Nawa.

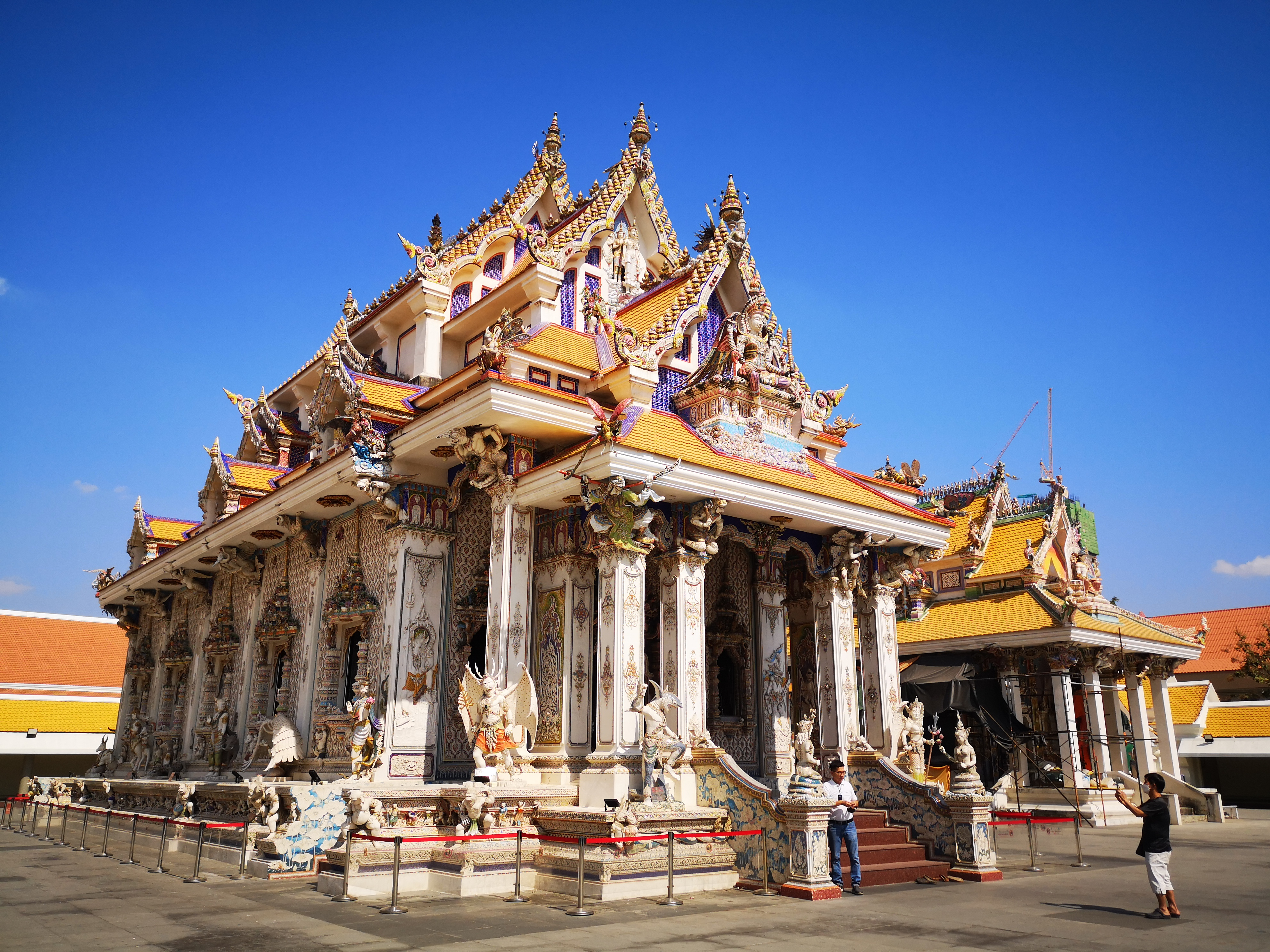
Wat Pariwat Ratchasongkram
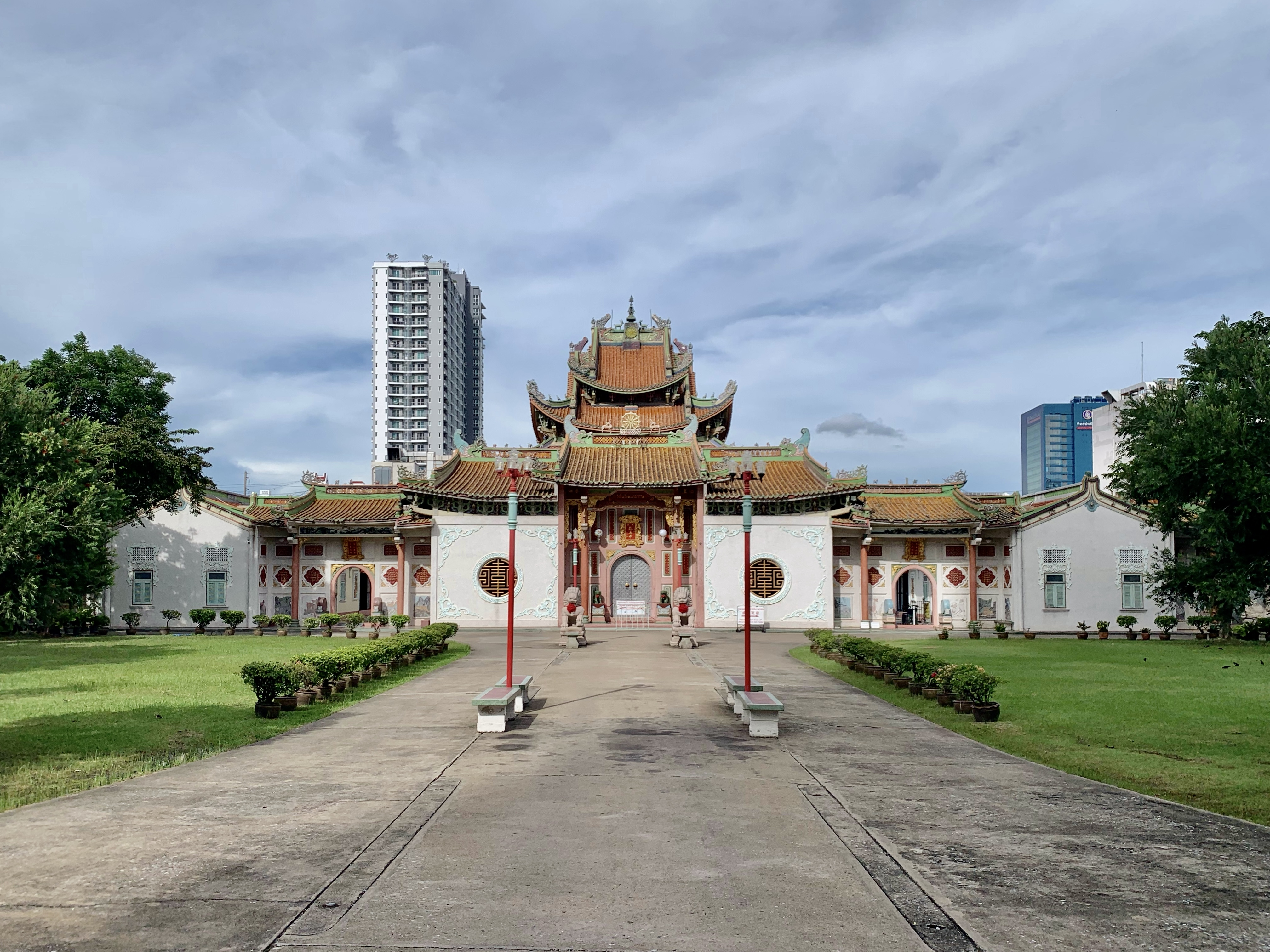
Wat Phomaen Khunaram